# Sjevernonovogvinejski jezici
Sjevernonovogvinejski jezici skupina zapadnooceanijskih jezika koji se govore na otoku Nova Gvineja u Papui Novoj Gvineji i Indoneziji (Irian Jaya). Obuhvaća (102) jezika klasificiranih u nekoliko podskupina; po novijoj klasifikaciji (105):
a) Huon Gulf jezici (30; danas 32): 
a1. markham jezici/Markham (13; danas 15): adzera, aribwatsa, aribwaung, duwet, labu, mari, musom, nafi, wampar, wampur, watut (3 jezika, središnji, sjeverni i južni); novopriznati Sarasira [zsa] i Sukurum [zsu]
a2. sjever/North (3): bugawac, kela, yabem;
a3. Numbami (1): numbami;
a4. jug/South (13): buang (2 jezika, mangga i mapos), dambi, gorakor, hote, iwal, kapin, kumalu, patep, piu, vehes, yamap, zenag;
b) Ngero-Vitiaz jezici (43):
b1. Ngero (6): bariai, gitua, kove, lusi, malalamai, mutu;
b2. Vitiaz (37): aigon, aiklep, akolet, amara, apalik, arop-lukep, avau, awad bing, bebeli, bilbil, gedaged, gimi, karnai, karore, kaulong, lamogai, lesing-gelimi, lote, malasanga, maleu-kilenge, mamusi, mangseng, marik, mato, matukar, mbula, mengen, mindiri, miu, mouk-aria, ronji, sengseng,  sio, solong, takia, tami, wab;
c) Sarmi-Jayapura Bay jezici (13; danas 14): 
c1. Jayapura Bay (3): kayupulau, ormu, tobati;
c2. Sarmi (10): anus, bonggo, liki, masimasi, podena, sobei, tarpia, wakde, yamna, yarsun; novopriznat Kaptiau [kbi]
d) Schouten jezici (16): 
d1. Kairiru-Manam (9): biem, kaiep, kairiru, kis, manam, medebur, sepa, terebu, wogeo;
d2. Siau (7): arop-sissano, malol, sera, sissano, tumleo, ulau-suain, yakamul

## Vanjske poveznice
- Ethnologue (14th)